# Nyaryite
Nyaryite är ett vattendrag i Burundi.   Det ligger i provinsen Makamba, i den sydvästra delen av landet, 90 km söder om huvudstaden Bujumbura.
Omgivningarna runt Nyaryite är huvudsakligen savann. Runt Nyaryite är det ganska tätbefolkat, med 214 invånare per kvadratkilometer.